# Hallskär (Vårdö, Åland)
Hallskär är en ö i Åland (Finland). Den ligger i Skärgårdshavet och i kommunen Vårdö i landskapet Åland, i den sydvästra delen av landet. Ön ligger omkring 44 kilometer nordöst om Mariehamn och omkring 240 kilometer väster om Helsingfors.
Öns area är 8,8 hektar och dess största längd är 0,6 kilometer i sydväst-nordöstlig riktning.